# Gioachino Oleotti
Gioachino Oleotti (Asso, 25 luglio 1908 – Asso, 11 agosto 1952) è stato un partigiano italiano.

## Biografia
Frequentò con profitto le scuole tecniche presso il Collegio Arcivescovile di Saronno e, dopo il diploma, iniziò a lavorare con il padre Carlo nell'impresa di famiglia, la Tipografia Editrice Vallassinese.
Fra il 1928 e il 1930 compì il servizio militare di leva a Roma nel 1º Reggimento "Granatieri di Sardegna".
Nel 1933 sposò Gianna Guzzetti, milanese, dalla quale ebbe due figli: Alessandra (1934) e Giancarlo (1942). Richiamato alle armi nel settembre del 1942, venne fortunosamente assegnato ai servizi territoriali (il suo reggimento fu poi in parte inviato, con esito tragico, in territorio jugoslavo mentre il piccolo contingente rimasto a Roma venne decimato il 10 settembre 1943 dalle truppe tedesche a Porta San Paolo).
I drammatici eventi conseguenti all'8 settembre lo portarono nel 1944 a organizzare, una volta rientrato ad Asso, il locale Gruppo di lotta partigiana dentro formazioni Giustizia e Libertà nel Partito d'Azione.

### La lotta partigiana
Amico di Riccardo Bauer, di Silvio Baridon e di Tommaso Zerbi all'interno del Comitato di Liberazione Nazionale dell'Alta Italia (CLNAI), condivise la casa (con l'ospitalità di evasi, ebrei e ricercati politici) e la tipografia (importante la pubblicazione clandestina del giornale partigiano lombardo La Disfida e il primo numero de l'Unità in Alta Italia), coadiuvato in questa attività da due preziosi collaboratori: Luigi Paredi (Alfa) e Pierino Paredi (Beta).
A capo del Gruppo Canzo-Asso di Giustizia e Libertà con il nome di battaglia Cecchi, prese contatto con il Corpo volontari della libertà di Como e Milano; diede informazioni ai servizi segreti alleati; convinse gli ufficiali del reparto di artiglieria (SS italiane) di stanza ad Asso a schierarsi dalla parte dei partigiani durante l'insurrezione; evitò così il bombardamento alleato contro il reparto SS che avrebbe avuto conseguenze disastrose sull'economia locale (distruggendone per esempio il Cotonificio Oltolina, principale risorsa per tutta la valle); aiutò i disertori della RSI e i militari che, dopo l'8 settembre 1943, erano fuggiti in montagna con tessere annonarie alle famiglie (tessere prodotte clandestinamente dall'Ufficio Annona di Como); con la propria tipografia fu al centro dell'attività di stampa clandestina.

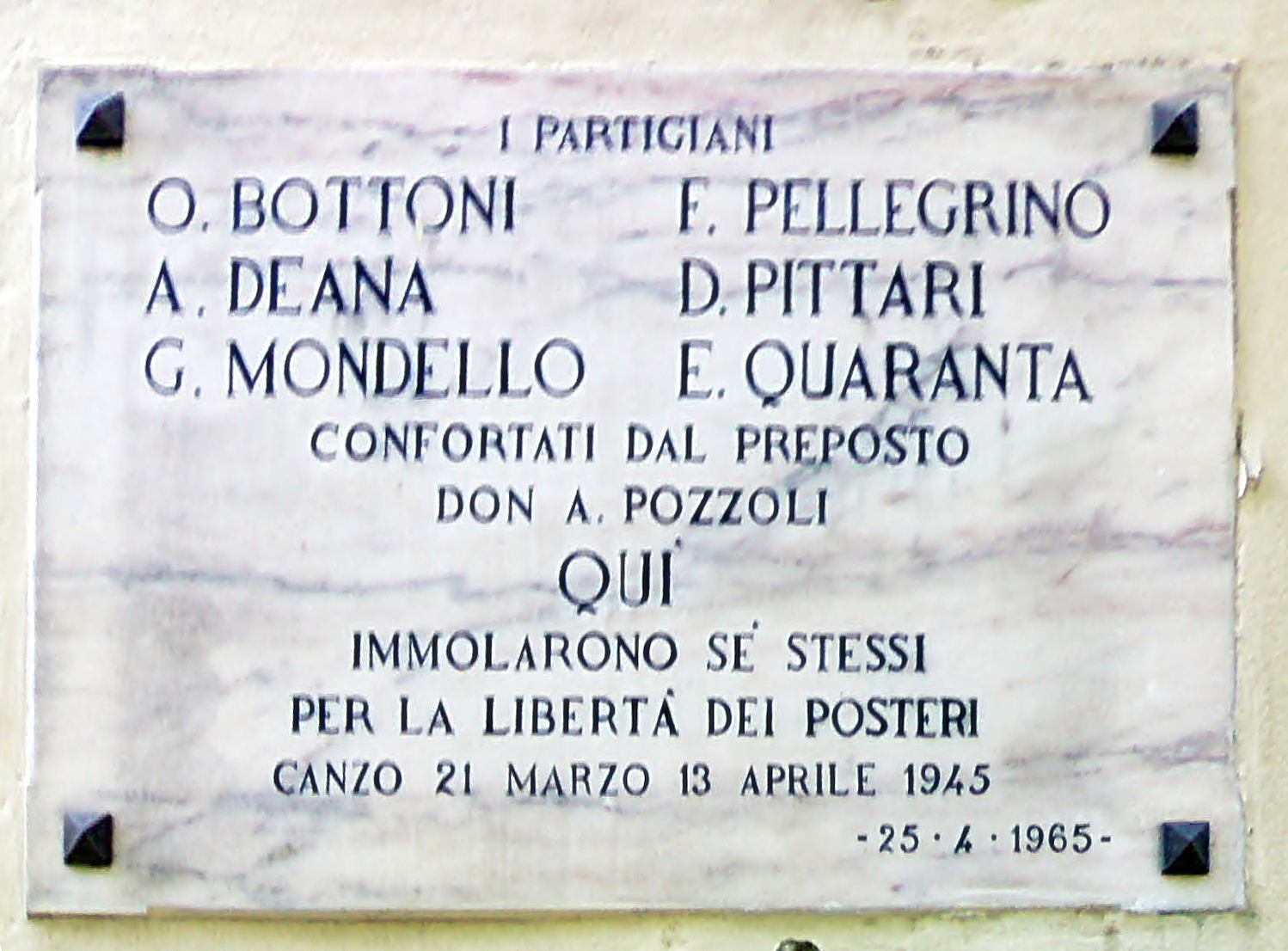
Lapide in ricordo dei partigiani fucilati a Canzo.

Dopo l'accusa dell'OVRA, il processo in contumacia e la condanna a morte dal Tribunale Speciale di Como, il 12 aprile 1945 un reparto di SS tedesche entrò nella sua casa e minacciò di deportare tutta la famiglia in Germania; l'intenzione era di prenderlo e giustiziarlo insieme a cinque ragazzi "disertori" (poi fucilati il 13 aprile 1945 al cimitero di Canzo). Avvertito dagli amici Eugenio Villa e ingegner Giannelli, si nascose presso l'amico Anselmino Conforti. La notte successiva lasciò il paese e salì a Barni con Edoardo Manzi; entrambi trovarono rifugio prima presso il parroco, poi presso l'amico Antonio Fioroni (Lupo).
L'ordine di insurrezione li raggiunse lì il 24 aprile 1945: con i partigiani della zona scesero ad Asso e si organizzarono, recuperando fra l'altro la cassa della X Mas poi versata alla sede di Como della Banca d'Italia. Negli stessi giorni arrestò il locale segretario del fascio e comandante degli arditi Luchino Visconti, impedendo la vendetta popolare contro di lui ma rifiutandone il rilascio senza processo.
Per la sua attività clandestina dall'autunno 1943 alla primavera 1945, accettò solo la qualifica di "patriota", considerandola più aderente ai suoi ideali e agli effettivi meriti della Resistenza nell'alta Brianza.

### La musica e l'attività culturale
Nella sua vita culturale ebbe spazio anche la musica: fu pianista e organista, animatore della locale Schola Cantorum, creatore in gioventù di un complesso jazz ("Gli assi di Asso") e, dopo la guerra, di un quartetto sinfonico (il "Quartetto Orfeo"), oltre che organizzatore di spettacoli lirici e teatrali e socio fondatore della Pro Asso. Interessato anche alle tradizioni locali, scrisse un piccolo libro dedicato al paese natale. Si interessò inoltre per ottenere il mantenimento in paese della scuola media e diede un contributo all'incremento e sviluppo della Biblioteca Comunale locale.